# برلین (مجموعه تلویزیونی اسپانیایی)
برلین (همچنین با عنوان خانه کاغذی: برلین، به اسپانیایی: La casa de papel: Berlín‎ نیز شناخته می‌شود) مجموعه تلویزیونی اسپانیایی ساخته شده توسط آلکس پینا برای نتفلیکس است. این مجموعه پیش‌درآمدی برای خانه کاغذی به‌شمار می‌رود و تمرکز آن بر روی آندرس د فونویوسا با لقب «برلین»، پیش از رخدادهای فصل یک و دو مجموعه اصلی است. در این مجموعه پدرو آلنسو، میشل خنر، تریستان اوجوا، بگونیا وارگاس و خولیو پنیا فرناندس ایفای نقش کردند. این مجموعه در ۲۹ دسامبر ۲۰۲۳ در نتفلیکس منتشر شد. برلین نقدهای گوناگونی دریافت کرد و بسیاری از منتقدان احساس کردند که این مجموعه با استاندارد مجموعه اصلی خانه کاغذی هم خوانی ندارد. در ۱۹ فوریه ۲۰۲۴، این مجموعه برای فصل دوم تمدید شد.

## بازیگران

### اصلی
- پدرو آلنسو در نقش آندرس د فونویوسا یا «برلین»[۲]
- سامانتا سیکِیروس در نقش کامیل[۲]
- تریستان اوجوا در نقش دامیان[۲]
- میشل خنر در نقش کیلا[۲]
- بگونیا وارگاس در نقش کامرون[۲]
- بگونیا وارگاس در نقش ردی[۲]
- خوئل سانچز در نقش بروس[۲]
- ماریا ایسابل «ماسی» رودریگز در نقش سوسی[۲]

### مکمل
- ایتسیار ایتونیو در نقش راکل موریو[۴]
- نایوا نیمری در نقش آلیسیا سیه‌را مونتس[۴]